# Lars Bytoft
Lars Bytoft (født 6. april 1973 i Tårnby) var leder af Ingeniørforeningen i Danmark (IDA) fra 2004 til 2010.